# Lucifugum
Lucifugum — український блек-колектив з Житомира, котрий у 90-х разом із іншими, зокрема Nokturnal Mortum, засновував вітчизняну блек-метал-сцену.

## Історія
Колектив було засновано у 1995 році у Житомирі музикантами Bal-a-Myth (гітара, бас), Faunus (вокал) і менеджером групи Ігорем Наумчуком (Khlyst), який, не будучи музикантом, тим не менш, також складав музику і лірику. Ігор організовував концерти групи в Житомирі, Харкові та Києві, а також запис альбомів та їх подальше видання. 1998-го Lucifugum був учасником першого «Коловороту». У 2002 році у групі відбулися величезні зміни: Дмитро Дзятко («Баламут») помер, а Фаунус залишив групу. Альбоми «…назад к порубанным Корням» та «Социопат: философия цинизма» було записано запрошеними музиками, які не стали частиною групи.
У 2004 році Ігор Наумчук переїхав до Миколаєва, щоб продовжувати свою діяльність разом із місцевим блек-метал-музикантом Оленою (aka Stabaath) (ex-Namtar, ex-Hesperus), з якою він одружився. «Вектор33» — перший альбом за участю Stabaath, у якому вона записала вокал, гітару, бас та клавішні. Ігор та Олена Наумчук є власниками блек-метал-лейблу Propaganda. Цей період характеризувався розривом творчіх зв'язків з рядом виконавців, зокрема Лютомислом та кількома ексцентричними подіями, зокрема займанням та отриманням опіків, під час зйомок кліпу, фронтмена.
28 липня 2014 року вийшов новий альбом «Sublimessiah», у якому Khlyst вперше виконав вокал, тому що через критичні проблеми з горлом Stabaath не змогла завершити запис вокалу. Таким чином, лише у трьох піснях (1,3,5) цього альбому можна почути вокал Олени.

## Чинний склад групи
- Khlyst (Ігор Наумчук, 29 липня 1972, Житомир) — вокал (2014-), тексти (1995-), драм-машина (2008-)
- Stabaath (Олена Наумчук, 24 листопада 1974, Миколаїв) — гітара, бас (2004-), вокал (2004—2014), клавішні (2005)

### Колишні учасники
- Faunus (Сергій Перетятько, 23 грудня 1970, Житомир, Україна) — вокал (1995—2001)

- Bal-a-Myth (Дмитро Дзятко, 27 грудня 1974, Житомир, Україна, помер 5 жовтня 2002) — гітара, бас (1995—2002)

## Дискографія
Альбоми:
- Gates of Nocticula (1996)
- Path of Wolf (1996)
- Сквозь равнодушное небо (1997)
- Нахристихрящях (1999)
- На крючья да в клочья! (2000)
- …а Колесо всё скрипит… (2001)
- Клеймо Эгоизма (2002)
- …назад к порубанным Корням (2003)
- Социопат: философия цинизма (2003)
- Вектор33 (2005)
- Высшее Искусство Геноцида (2005)
- Энвольтование (2006)
- Sectane Satani (2007)
- Acme Adeptum — 2008
- Xa Heresy — 2010
- Od Omut Serpenti — 2012
- Sublimessiah — 2014
- Agonia Agnosti — 2016
- Infernalistica — 2018